# Cheat Lake
Cheat Lake is een plaats (census-designated place) in de Amerikaanse staat West Virginia, en valt bestuurlijk gezien onder Monongalia County.

## Demografie
Bij de volkstelling in 2000 werd het aantal inwoners vastgesteld op 6396.

## Geografie
Volgens het United States Census Bureau beslaat de plaats een oppervlakte van
40,9 km², waarvan 37,4 km² land en 3,5 km² water.

## Plaatsen in de nabije omgeving
De onderstaande figuur toont nabijgelegen plaatsen in een straal van 12 km rond Cheat Lake.